# 576
| [ Edytuj tabelę ]          |                              |
| Król Bernicji              | - 572 Teodoryk 579           |
| Cesarz Bizancjum           | - 565 Justyn II 578          |
| Król Essexu                | - 527 Aescwine 587           |
| Król Franków               | - 561 Guntram I 592          |
| Król Franków w Austrazji   | - 570 Childebert II 595      |
| Król Franków w Neustrii    | - 567 Chilperyk I 584        |
| Cesarz Japonii             | - 572 Bidatsu 585            |
| Król Kentu                 | - 560 Ethelbert I 616        |
| Patriarcha Konstantynopola | - 565 Jan III Scholastyk 577 |
| Władca Korei               | - 559 P’yŏngwŏn 590          |
| Król Longobardów           | - 572 Klef 584               |
| Papież                     | - 575 Benedykt I 579         |
| Król Persji                | - 531 Chosrow I 579          |
| Król Wessexu               | - 560 Ceawlin 592            |
| Król Wizygotów             | - 568 Leowigild 586          |

Rok 576 / DLXXVI
stulecia: V wiek ~
VI wiek ~
VII wiek

lata: 566 «
571 «
572 «
573 «
574 «
575 «
576
» 577
» 578
» 579
» 580
» 581
» 586

## Wydarzenia
Europa
- Dezyderiusz Akwitański ponownie najechał na Austrazję, pustosząc tereny obecnej Turenii.

## Zmarli
- 28 maja – German z Paryża, biskup Paryża, święty katolicki
- Jinheung, król Silla